# 叶芳和
叶 芳和（かのう よしかず、1943年1月28日 - ）は、日本の経済学者、経営学者。元国民経済研究協会理事長。

## 来歴
鹿児島県大島郡瀬戸内町（加計呂麻島）出身。瀬戸内町立薩川中学校卒業、東京都立江戸川高等学校卒業、1966年中央大学法学部第二部法律学科卒業。1969年財団法人国民経済研究協会研究員就任。1977年一橋大学大学院経済学研究科博士課程退学。指導教官は宮澤健一で、専攻分野は経済学・農業政策。1983年5月から1996年まで国民経済研究協会理事長、1997年1月総合研究開発機構客員研究員、1997年から2006年まで拓殖大学国際学部教授、1998年9月シンガポール東南アジア研究所（lSEAS）客員研究員、2007年から帝京平成大学現代ライフ学部教授、健康メディカル学部作業療法学科教授。2012年日本経済大学客員教授、2015年退任。石橋湛山賞選考委員、公益信託日本経団連自然保護基金運営委員なども務める。

## 政治活動
2006年、奄美大島・名瀬市と周辺自治体の合併により誕生した奄美市長選に出馬するが723票差で落選。翌2007年、7月29日投開票の第21回参議院議員通常選挙に民主党公認で比例区より出馬したが、35名中31位で落選した。

## 受賞歴
- 1982年、石橋湛山賞受賞。

## 著書
- 『農業・先進国型産業論 日本の農業革命を展望する』（日本経済新聞社・1982年）
- 『日本よ農業国家たれ 21世紀の産業』東洋経済新報社 1984
- 『先進国農業事情 農業開眼への旅』日本経済新聞社 1985
- 『コメをどうする 農政改革のこころ 緊急提言』日本経済新聞社 1987
- 『農業ルネッサンス 21世紀産業のイノベーターたち』（講談社・1990年）
- 『赤い資本主義・中国 21世紀の超大国』東洋経済新報社 1993
- 『実験国家・中国――法治国家への道筋』（東洋経済新報社・1997年）
- 『走るアジア 遅れる日本（日本評論社・2001年）

### 編著
- 『10年後の日本産業 国際化・多角化の企業戦略』編著 東洋経済新報社 1987
- 『先端産業の知的所有権』高石義一共編 東洋経済新報社 1990
- 『「民営化」が日本を変える 徹底研究』編著 PHP研究所 1991
- 『日本経済の課題と展望』野口悠紀雄、斎藤精一郎、島田晴雄共著 フォーリン・プレスセンター 1993
- 『経済学者による震災復興への提言』編 日本経済新聞社 1996
- 『産業空洞化はどこまで進むのか 中国の挑戦・日本の課題』編著 日本評論社 2003

翻訳
- ノーマン・J.グリックマン,ダグラス・P.ウッドワード『Yes or No? 買われる米国・買う日本』監訳 日本経済新聞社 1990